# Muni Metro
La Muni Metro (IPA: [ˈmjuni ˈmɛˌtroʊ]) è la rete tranviaria che serve la città di San Francisco, nello Stato statunitense della California. È gestita dalla San Francisco Municipal Railway, una divisione della San Francisco Municipal Transportation Agency, e nel 2015, con i suoi 52 122 600 passeggeri, è la terza rete tranviaria più utilizzata degli Stati Uniti.
La Muni Metro venne ufficialmente inaugurata il 18 febbraio 1980, utilizzando le cinque linee rimanenti della rete tranviaria storica di San Francisco aperta nel 1860. Il 20 novembre 1982, la rete iniziò ad operare sette giorni su sette. Il 7 aprile 2007 venne completato il Third Street Light Rail Project, portando all'attivazione della nuova linea T, la prima nuova linea tranviaria a San Francisco da più di mezzo secolo. Proprio la linea T sarà in futuro estesa in sotterranea nel centro città tramite la Central Subway, una galleria con 4 stazioni che sarà completata entro ottobre 2022.

## La rete
La Muni Metro si estende per un totale di 59,2 km e possiede 9 stazioni sotterranee, 24 stazioni di superficie e 87 fermate minori. Si compone di 7 linee, delle quali 6 attive sette giorni su sette e una, la linea S Castro Shuttle, attiva solo durante le ore di punta e quando si svolgono le partite allo stadio AT&T Park.
| Linea          | Percorso                                 | Apertura | Stazioni e fermate |
| -------------- | ---------------------------------------- | -------- | ------------------ |
| Church         | Embarcadero ↔ Balboa Park                | 1917     | 25                 |
| Ingleside      | Embarcadero ↔ Balboa Park                | 1918     | 21                 |
| Taraval        | Embarcadero ↔ 46th Avenue and Wawona     | 1919     | 29                 |
| Ocean View     | Embarcadero ↔ San Jose and Geneva        | 1925     | 26                 |
| Judah          | 4th and King Street ↔ Judah and La Playa | 1928     | 33                 |
| Third Street   | West Portal ↔ Sunnydale                  | 2007     | 30                 |
| Castro Shuttle | Embarcadero ↔ Castro Street              | 1995     | 11                 |

### Annotazioni
1. ↑  4th and King Street durante le partite all'AT&T Park
2. ↑  West Portal durante le partite all'AT&T Park
3. ↑  20 durante le partite all'AT&T Park

### Riferimenti
1. 1 2  (EN) Leroy W. Demery, Jr., U.S. Urban Rail Transit Lines Opened From 1980 (PDF), su publictransit.us, novembre 2011. URL consultato il 4 aprile 2017 (archiviato dall'url originale il 4 novembre 2013).
2. 1 2  (EN) Transit Ridership Report Fourth Quarter 2015 (PDF), su apta.com, American Public Transportation Association,  p. 14. URL consultato il 4 aprile 2017.
3. ↑  (EN) Anthony Perles, The People's Railway: The History of the Municipal Railway of San Francisco, Interurban Press, 1981,  p. 250, ISBN 0-916374-42-4.
4. ↑  (EN) M. M. O'Shaughnessy, The municipal railway of San Francisco, 1912-1921, 1921,  p. 9.
5. ↑  (EN) Anthony Perles, Tours of Discovery: A San Francisco Muni Album, Interurban Press, 1984,  pp. 126, 136, ISBN 0-916374-60-2.
6. ↑  (EN) Rachel Gordon, Passengers Left in Lurch By T-Third's Rough Start, in San Francisco Chronicle, 12 aprile 2007. URL consultato il 4 aprile 2017.
7. ↑  (EN) Central Subway Revenue Service Update, su sfmta.com, 23 dicembre 2021. URL consultato il 15 marzo 2022.
8. 1 2  (EN) Muni Metro Light Rail, su sfmta.com. URL consultato il 4 aprile 2017.
9. ↑  (EN) Leroy W. Demery, Jr., U.S. Urban Rail Transit Lines Opened From 1980: Appendix, su publictransit.us, 25 ottobre 2010. URL consultato il 4 aprile 2017 (archiviato dall'url originale il 3 novembre 2013).